# Temiste
Temiste (en grec antic: Θεμίστη) va ser, segona la mitologia grega, una princesa troiana. Era filla del rei Ilos de Troia. Era mig germana de Laomedont, Titonos i Teleclea.
Ilos va casar Temiste amb el seu cosí, el rei Capis, fill d'Assàrac i Hieromneme, i va ser reina de Dardània. Amb Capis va tenir un fill, Anquises i possiblement va ser mare també d'Acetes. Anquises va ser més tard el pare del famós Eneas, i Acetes el pare del sacerdot Laocoont.